# جیووانی باتیستا سامارتینی
جیووانی باتیستا سامارتینی (انگلیسی: Giovanni Battista Sammartini; ۱ ژانویهٔ ۱۷۰۰ – ۱۵ ژانویهٔ ۱۷۷۵) آهنگساز، رهبر (موسیقی)، مربی موسیقی، و کاپل‌مایستر اهل دوک‌نشین میلان بود. او گلُک را از شاگردان خود به شمار می‌آورد و توسط آهنگسازان جوان‌تر از جمله یوهان کریستین باخ بسیار مورد احترام بود. همچنین ذکر شده است که بسیاری از سبک‌ها در آثار یوزف هایدن شباهت‌هایی با سبک سامارتینی دارند، اگرچه هایدن هرگونه چنین تأثیری را انکار کرده است. سامارتینی به‌ویژه با شکل‌گیری سمفونی کنسرت مرتبط است، هم از طریق تغییر از سبک اپرای کوتاه به یک سبک جدی‌تر و استفاده از توسعه تماتیک که پیش‌زمینه‌های هایدن و موتسارت را فراهم می‌کند. برخی از آثار او به سبک گالان مربوط می‌شوند، سبکی که با ایده‌آل‌های روشنگری مرتبط است، در حالی که «برداشت غالبی که از آثار سامارتینی باقی می‌ماند... این است که او سهم بزرگی در توسعه سبک کلاسیک داشته است که در زمان پایان عمر طولانی و فعالش به اوج وضوح خود رسید».